# Sarcophaga misera
Sarcophaga misera är en tvåvingeart som beskrevs av Walker 1849. Sarcophaga misera ingår i släktet Sarcophaga och familjen köttflugor. Inga underarter finns listade i Catalogue of Life.